# Лузанівська сільська рада
Луза́нівська сільська́ ра́да — адміністративно-територіальна одиниця та орган місцевого самоврядування в Кам'янському районі Черкаської області. Адміністративний центр — село Лузанівка.

## Загальні відомості
- Населення ради: 946 осіб (станом на 2001 рік)

## Населені пункти
Сільській раді підпорядковані населені пункти:
- с. Лузанівка

## Склад ради
Рада складалася з 16 депутатів та голови.
- Голова ради: Миколаєнко Сергій Ігорович

### Керівний склад попередніх скликань
| Прізвище, ім'я, по батькові | Основні відомості                                                         | Дата обрання | Дата звільнення |
| --------------------------- | ------------------------------------------------------------------------- | ------------ | --------------- |
| Миколаєнко Сергій Іванович  | Сільський голова, 1984 року народження, безпартійний                      | 26.03.2006   | 31.10.2010      |
| Миколаєнко Сергій Ігорович  | Сільський голова, 1984 року народження, освіта вища, член Партії регіонів | 31.10.2010   | 17.12.2013      |
| Миколаєнко Сергій Ігорович  | Сільський голова, 1984 року народження, освіта вища, безпартійний         | 25.05.2014   |                 |

Примітка: таблиця складена за даними сайту Верховної Ради України

### Депутати
За результатами місцевих виборів 2010 року депутатами ради стали:

#### За суб'єктами висування
| Суб'єкт висування | Кількість обраних депутатів | %    |
| ----------------- | --------------------------- | ---- |
| Самовисування     | 15                          | 93,8 |
| Партія регіонів   | 1                           | 6,3  |

#### За округами
| № округу        | Прізвище, ім'я, по батькові      | Дата визнання обраним | Освіта             | Партійна приналежність | Відомості про обраного депутата             |
| --------------- | -------------------------------- | --------------------- | ------------------ | ---------------------- | ------------------------------------------- |
| Партія регіонів |                                  |                       |                    |                        |                                             |
| 11              | Вузленко Петро Володимирович     | 03.11.2010            | середня спеціальна | член Партії регіонів   | Сільська рада, землемір                     |
| Самовисування   |                                  |                       |                    |                        |                                             |
| 1               | Римар Наталія Миколаївна         | 03.11.2010            | середня спеціальна | позапартійна           | відділ зв'язку, листоноша                   |
| 2               | Галайда Пилип Петрович           | 03.11.2010            | середня            | позапартійний          | Дільнична лікарня, водій                    |
| 3               | Галайда Світлана Василівна       | 03.11.2010            | вища               | позапартійна           | СТОВ «Колос», бухгалтер                     |
| 4               | Ільченко Євдокія Василівна       | 03.11.2010            | середня спеціальна | позапартійна           | загальноосвітня школа с. Лузанівка, вчитель |
| 5               | Саєнко Тетяна Миколаївна         | 03.11.2010            | середня спеціальна | позапартійна           | тимчасово не працює                         |
| 6               | Селецька Вікторіяя Олександрівна | 03.11.2010            | середня спеціальна | позапартійна           | загальноосвітня школа с. Лузанівка, вчитель |
| 7               | Кравченко Тетяна Миколаївна      | 03.11.2010            | середня спеціальна | позапартійна           | пенсіонер                                   |
| 8               | Горюнов Олександр Андрійович     | 03.11.2010            | середня спеціальна | позапартійний          | пенсіонер                                   |
| 9               | Мельник Алла Вікторівна          | 03.11.2010            | середня            | позапартійна           | СТОВ «Колос», обліковець                    |
| 10              | Кучеренко Марія Іванівна         | 03.11.2010            | середня спеціальна | позапартійна           | тимчасово не працює                         |
| 12              | Хлівний Леонід Олександрович     | 03.11.2010            | середня            | позапартійний          | СТОВ «Колос», водій                         |
| 13              | Приймак Віктор Дмитрович         | 03.11.2010            | середня спеціальна | позапартійний          | пенсіонер                                   |
| 14              | Бражник Валентина Анатоліївна    | 03.11.2010            | середня спеціальна | позапартійна           | Сільська рада, касир                        |
| 15              | Секрет Микола Дмитрович          | 03.11.2010            | середня спеціальна | позапартійний          | фізична особа-підприємець, директор         |
| 16              | Секрет Ганна Василівна           | 03.11.2010            | середня спеціальна | позапартійна           | ДНЗ, вихователь                             |